# Chiesa di San Giovanni Battista (Casnigo)
La chiesa arcipresbiterale plebana di San Giovanni Battista e San Sebastiano è la parrocchiale di Casnigo, in provincia e diocesi di Bergamo; è matrice di tutte le chiese della Val Gandino.

## Storia
Risalente al XII secolo fu citata nella lista delle chiese presenti sul territorio bergamasco del 1260 e dipendente dalla pieve di Nembro, risultante intitolata ai santi Giorgio e Giovanni. Fu poi indicata nella Nota essclesiarum civitati et episcopatus Bergomi del 1360 voluta da Bernabò Visconti che elenca le chiese e i monasteri per averne una conoscenza delle rendite e quindi delle tasse da imporre.
Fu dichiarata chiesa arcipresbiteriale dal vescovo Giovanni Barozzi il 10 giugno 1460. Gli atti della visita pastorale del vescovo Pietro Lippomano del 1535, descrivono l'aula della chiesa in un'unica navata, con quattro altari, il presbiterio e il catino absidale, completamente affrescati di un certo valore, facendo riferimento alle pitture eseguite da Giovanni Marinoni nel decennio dal 1483 al 1493.
Di probabile fattura marinoniana è quanto citato nella visita pastorale di san Carlo Borromeo del 9 ottobre 1575, il quale descrive sempre la chiesa ricca di affreschi aggiungendo una ancona lignea sull'altare di San Sebastiano che potrebbe far riferimento ad una commissione sempre del Marinoni risalente al 1513 forse terminata dal figlio Bernardino.
Originariamente da forma rotonda, venne riedificata all'inizio del XVII secolo con l'inizio dei lavori datato 3 novembre 1618, incorporando la chiesa preesistente

## Descrizione

### Esterno
Si tratta di una costruzione piuttosto singolare, proporzionata con un impianto a tetragono con tipici speroni in ceppo ai fianchi.
La facciata presenta un inconsueto prospetto a coronamento orizzontale, in cui si collocano con pulitezza rinascimentale gli elementi in pietra arenaria: il portale, le nicchie con le statue di san Pietro e san Paolo, la finestra serliana ed il ritmato fatigio.

### Interno
La cinquecentesca tribuna dell'altare maggiore presenta un tronetto su cui viene esposto il Santissimo nelle maggiori solennità, nonché un'architettura ad ordini sovrapposti, con nicchie, edicolette, colonnine corinzie e tortili e 100 sculture, il tutto sorretto da 24 leoncini.
Inoltre la chiesa è molto dotata in quanto ad arredi e paramenti sacri.
Numerosi e pregevoli sono infatti i dipinti che vi sono conservati: una Madonna bizantina su tavola del XV secolo, l'Incoronazione di Maria di Gian Paolo Cavagna, prima sua opera conosciuta, una pala di Carlo Ceresa e la Madonna di Loreto tra i santi Rocco, Sebastian, vescovo Narno e Giovanni Battista del Quattrocento.
Tra i paramenti si annoverano tra i più preziosi il parato funebre di I classe composto da un piviale, una pianeta e due tunicelle, stole, manipoli, borsa del corporale e velo del calice; il piviale di san Sebastiano, risalente al XV secolo, in broccato veneziano porpora con ricami raffiguranti scudo e galloni dorati e la raffigurazione di santi; il parato "in terzo" composto da una pianeta, un piviale, due tunicelle, stole, manipoli, borsa del corporale e velo del calice in ganzo secentesco; una pianeta violacea del XVI secolo; il parato del Corpus Domini con pianeta, due tunicelle, tre piviali, stole, manipoli, borsa del corporale e velo del calice in broccato dorato settecentesco; una pianeta in seta con ricami in filo d'oro a sbalzo ed applique di pietre preziose. Sono inoltre presenti molti paramenti meno preziosi ma antichi tuttora utilizzati. 
Da notare anche il baldacchino del “Corpus Christi” in filo d'oro e di seta risalente al XIX secolo.
Nella sagrestia si conserva lo stendardo d'ottima fattura, della Madonna d'Erbia con i santi martiri patroni.
Il campanile, risalente al XII secolo, in pietra ospita un concerto di 8 campane in Reb3 fuso dalla ditta Angelo Ottolina nel 1950.